# 山推股份
山推工程机械股份有限公司（英語：Shantui Construction Machinery Co., Ltd.；深交所：000680；简称山推股份）是山东重工集团旗下的一家上市公司，主要生产土方工程机械，如挖掘机、平地机、装载机、压路机。

## 沿革
1980年，济宁机器厂、通用机械厂和动力机械厂组建“山东推土机总厂”，这是山推工程机械股份有限公司的前身。1993年，公司进行股份制改造。1997年1月，公司以“山推股份”的名字在深圳证券交易所挂牌上市。